# Candidat à la prison
Pour plus de détails, voir Fiche technique et Distribution.
Candidat à la prison (titre original anglais : Jail Bait) est un court métrage américain de Charles Lamont avec Buster Keaton, réalisé en 1937.

## Fiche technique
- Producteur : E. H. Allen, E. W. Hammons
- Langue : anglais

## Distribution
- Buster Keaton
- Harold Goodwin
- Bud Jamison
- Matthew Betz
- Betty André

Acteurs non crédités
- Stanley Blystone
- Bobby Burns
- Allan Cavan
- Harry Tenbrook